# インサイドセールス
インサイドセールス（英: inside sales）、内勤営業（ないきんえいぎょう）とは、電話、メール、ビデオ会議システム等を用いて顧客とのコミュニケーションを行う役割であり、対義語はフィールドセールス（以下、外勤営業）である。”セールス”という名前の通り、主には商談機会の創出、提案・成約行為を行う。主に2つの役割から構成される部門名、もしくは役割である。部門として独立していることもあるが、マーケティング部門内、営業部門内に設置されることも多く、企業によってその役割は大きく異なる。

## インサイドセールスとは
インサイドセールスの大きな役割は以下の2つである。

### 商談機会創出
商談機会創出とは顧客と営業を結びつける設定を作り出す役割であり、提案や成約は外勤営業担当が行う。
また、インバウンドとアウトバウンドに分かれておりそれぞれの役割は以下の通りである。

#### インバウンド
Web siteやイベント等に登録、来場した名刺情報を元に電話やメール等を使ってアプローチし、商談機会を獲得する役割。
主にはBANT情報と呼ばれる商談関連情報のヒアリングを行い、営業担当に引き継ぐ。

#### アウトバウンド
予めターゲティングした企業、人へ対して電話、メール、場合によっては手紙等を用いてアプローチする役割。
近年ではマーケティング施策を絡め、複合的なアプローチを実現するアカウントベースドマーケティングが脚光を浴びている。

### 内勤営業担当
訪問しない、という点を除けば一般的な外勤営業と同様である。
企業によっても異なるが一般的にはビデオ会議システムを用いて顧客と商談を行い、商品の販売、契約の締結を行う。

## インサイドセールスの役割[3]
「インサイドセールス」は、役割に応じて大きく3つのタイプに分けることが出来る。

### Team（分業モデル）
インサイドセールス：リードナーチャリング、及びヒアリング・アポイント
フィールドセールス：セリング・クロージング
責任区分が明確化され、分業による仕事効率が上がるメリットが考えられる。一方、社内での連携をとることが難しいことや、労働集約が残ったモデルであることがデメリットとして挙げられる。

### Hybrid（協業モデル）
インサイドセールス担当者は主にリードナーチャリング、及びヒアリング・アポイントを行うが、必要に応じセリング・クロージング（対面の訪問販売も含む）まで行う。
顧客規模やサービス内容によって、相手に合わせた柔軟な営業ができるモデルである。一方で、コミュニケーションコストが高いことや、体制設計難易度が上がるため社内での連携が必要である。

### Independent（独立モデル）
インサイドセールス担当者がリードナーチャリング　～　セリング・クロージングまで一貫してリモートで行う。
ターゲット顧客が限定されるモデルではあるものの、コミュニケーションコストを抑えることが可能であり、効率性の観点から高く評価されるモデルである。KPI/KGIも明確にできる。

## 沿革と背景
当初は生産性の向上を目的に、広い国土を誇る米国や複数国境を越える必要のある欧州地域などで活性化した。
また、Pipe generationとClosingを分業することで双方の効果を最大化する目的も兼ねていた。
最近ではインターネットの普及により顧客自身での情報収集が容易となり、企業と接する際には購買意欲が高まっているといったレポートが出されるなど、購買行動が変化していることからよりその重要性が注目されている。
また、サブスクリプションモデルのサービスの普及により、サービスの低価格化が進んでいることもインサイドセールス普及の背景の1つである。販売するものの価格が下がると、営業にかけられるコストも下げなければならないため、出張や訪問を削減することになる。他にも企業の人材不足も背景の1つである。

## 従来のテレアポとの違い
日本でも以前から”テレアポ”、”テレマ”といった役割が存在し、インサイドセールスも混同されることがある。
テレアポとの違いは大きく3点あり、以下の通り。

### テクノロジーの活用
CRM、SFA、MA等を活用する。

### ナーチャリングの実施
顧客に対して最適なタイミングで商談を実施する、もしくは顧客の温度感を高めるためのセミナー誘致、コンテンツ配信等を行う。
さらに、お客様のニーズに合わせて、正しい提案が出来るように、より確度の高いリストを作る必要がある点も違いとして指摘されている。

### マーケティングとの連携
見込み客の獲得、ナーチャリング施策の策定と実施等、マーケティング部門と密に連携していくことでその効果を最大化させる。

## 営業との親和性
前述した内容でもあるが、商談機会創出との分業による生産性の向上、継続的なナーチャリング実施による購買意欲の醸成等、営業部門との親和性が非常に強く、企業によっては営業部門内に設置されることもある。
また、営業との情報共有、提供した商談の進捗確認等を円滑に行うためにはCRM等のソフトウェアが必須である。

## ソフトウェア
インサイドセールスは以下のソフトウェアを利用することで円滑で効果的な運用を実現することができる。
- CRM
- SFA
- MA
- CTI
- ビデオ会議システム
- クラウド型IP電話

## 教育部門として役割
人材の確保が企業成長の課題であると多くの企業が認識している現在、若手や未経験者の採用においては教育というのが大きな障壁になっている。
インサイドセールスは基本社内にいるため、会話をモニタリングすることで現状の把握、対策や研修が容易であり、且つ接する顧客が多く、経験値の蓄積という観点からも教育に有効であると言われている。